# Резолюции Совета Безопасности ООН 801—900
Это список резолюций Совета Безопасности ООН с 801 по 900, принятых в период с 8 января 1993 г. по 4 марта 1994 г.
| Резолюция | Дата             | Голосование                                              | Вопрос |
| --------- | ---------------- | -------------------------------------------------------- | --- |
| 801       | 8 января 1993    | Принята без голосования                                  | Приём Чехии в ООН |
| 802       | 25 января 1993   | 15–0–0                                                   | Действия хорватской армии в районах, охраняемых ООН в Хорватии                                                                             |
| 803       | 28 января 1993   | 15–0–0                                                   | Продлён мандат Временных сил ООН в Ливане                                                                                                  |
| 804       | 29 января 1993   | 15–0–0                                                   | Продлевает мандат Контрольной миссии ООН в Анголе II, требует прекращения огня                                                             |
| 805       | 4 февраля 1993   | 15–0–0                                                   | Выборы членов Международного Суда ООН |
| 806       | 5 февраля 1993   | 15–0–0                                                   | Милитаризирует Ирако-кувейтскую миссию ООН по наблюдению после иракских вторжений                                                          |
| 807       | 19 февраля 1993  | 15–0–0                                                   | Продлевает мандат Сил ООН по охране |
| 808       | 22 февраля 1993  | 15–0–0                                                   | Предложения об учреждении Международного трибунала по бывшей Югославии                                                                     |
| 809       | 2 марта 1993     | 15–0–0                                                   | План урегулирования для Западной Сахары |
| 810       | 8 марта 1993     | 15–0–0                                                   | Выборы в Учредительное собрание в Камбодже                                                                                                 |
| 811       | 12 марта 1993    | 15–0–0                                                   | Требует прекращения огня во время гражданской войны в Анголе, организации встречи между правительством и УНИТА                             |
| 812       | 12 марта 1993    | 15–0–0                                                   | Политическое урегулирование в Руанде |
| 813       | 26 марта 1993    | 15–0–0                                                   | Осуществление мирного процесса в Либерии в условиях первой гражданской войны в Либерии                                                     |
| 814       | 26 марта 1993    | 15–0–0                                                   | Расширяет размер и мандат Миротворческой операции ООН в Сомали                                                                             |
| 815       | 30 марта 1993    | 15–0–0                                                   | Продлевает мандат Сил ООН по охране |
| 816       | 31 марта 1993    | 14–0–1 (воздержался: Китай)                              | Продлевается запрет на военные полеты над Боснией и Герцеговиной                                                                           |
| 817       | 7 апреля 1993    | 15–0–0                                                   | Приём Республики Македония в ООН как «Бывшая югославская Республика Македония»                                                             |
| 818       | 14 апреля 1993   | 15–0–0                                                   | Осуществление Римских общих мирных соглашений в Мозамбике                                                                                  |
| 819       | 16 апреля 1993   | 15–0–0                                                   | Требует, чтобы Сребреница и прилегающие районы в Боснии и Герцеговине считались безопасным районом                                         |
| 820       | 17 апреля 1993   | 13–0–2 (воздержались: Китай, Россия)                     | Мирный план для Боснии и Герцеговины, дальнейшие санкции в отношении Союзной Республики Югославия                                          |
| 821       | 28 апреля 1993   | 13–0–2 (воздержались: Китай, Россия)                     | Неучастие Югославии в работе Экономического и Социального Совета ООН                                                                       |
| 822       | 30 апреля 1993   | 15–0–0                                                   | Первая карабахская война между Арменией и Азербайджаном                                                                                    |
| 823       | 30 апреля 1993   | 15–0–0                                                   | Продлевает мандат Контрольной миссии ООН в Анголе II                                                                                       |
| 824       | 6 мая 1993       | 15–0–0                                                   | Отношение к некоторым городам и окрестностям в Боснии и Герцеговине как к безопасным районам                                               |
| 825       | 11 мая 1993      | 13–0–2 (воздержались: Китай, Пакистан)                   | Решение КНДР выйти из Договора о нераспространении ядерного оружия                                                                         |
| 826       | 20 мая 1993      | 15–0–0                                                   | Выборы в Учредительное собрание в Камбодже                                                                                                 |
| 827       | 25 мая 1993      | 15–0–0                                                   | Учреждает Международный трибунал по бывшей Югославии                                                                                       |
| 828       | 26 мая 1993      | Принята без голосования                                  | Приём Эритреи в ООН |
| 829       | 26 мая 1993      | Принята без голосования                                  | Приём Монако в ООН |
| 830       | 26 мая 1993      | 15–0–0                                                   | Продлевает мандат Сил ООН по наблюдению за разъединением                                                                                   |
| 831       | 27 мая 1993      | 14–0–1 (воздержался: Пакистан)                           | Мандат, финансирование и реструктуризация Вооружённых сил ООН по поддержанию мира на Кипре                                                 |
| 832       | 27 мая 1993      | 15–0–0                                                   | Расширен мандат Миссии наблюдателей ООН в Сальвадоре                                                                                       |
| 833       | 27 мая 1993      | 15–0–0                                                   | Демаркация ирако-кувейтской границы |
| 834       | 1 июня 1993      | 15–0–0                                                   | Продлевает мандат Контрольной миссии ООН в Анголе II, мирный процесс                                                                       |
| 835       | 2 июня 1993      | 15–0–0                                                   | Завершение выборов в Учредительное собрание Камбоджи                                                                                       |
| 836       | 4 июня 1993      | 13–0–2 (воздержались: Венесуэла, Пакистан)               | Продлевает мандат Сил ООН по охране, использование «необходимых мер» для защиты безопасных районов                                         |
| 837       | 6 июня 1993      | 15–0–0                                                   | Осуждает нападения на Миротворческую операцию ООН в Сомали                                                                                 |
| 838       | 10 июня 1993     | 15–0–0                                                   | Варианты размещения международных наблюдателей на границах Боснии и Герцеговины                                                            |
| 839       | 11 июня 1993     | 15–0–0                                                   | Продлён мандат Вооружённых сил ООН по поддержанию мира на Кипре                                                                            |
| 840       | 15 июня 1993     | 15–0–0                                                   | Итоги выборов в Учредительное собрание Камбоджи                                                                                            |
| 841       | 16 июня 1993     | 15–0–0                                                   | Санкции против Гаити из-за военного правительства Рауля Седра                                                                              |
| 842       | 18 июня 1993     | 15–0–0                                                   | Предоставление дополнительного персонала Силам ООН по охране в Республике Македония                                                        |
| 843       | 18 июня 1993     | 15–0–0                                                   | Подтверждает, что комитету, учрежденному резолюцией 724 (1991), поручено рассматривать запросы о помощи                                    |
| 844       | 18 июня 1993     | 15–0–0                                                   | Санкционирование усиления Сил ООН по охране                                                                                                |
| 845       | 18 июня 1993     | 15–0–0                                                   | Урегулирование спора об именовании между Грецией и Республикой Македония                                                                   |
| 846       | 22 июня 1993     | 15–0–0                                                   | Учреждает Миссию наблюдателей ООН Уганда-Руанда                                                                                            |
| 847       | 30 июня 1993     | 15–0–0                                                   | Продлевает мандат Сил ООН по охране и ситуация в Хорватии                                                                                  |
| 848       | 8 июля 1993      | Принята без голосования                                  | Приём Княжества Андорра в ООН |
| 849       | 9 июля 1993      | 15–0–0                                                   | Осуществление режима прекращения огня, отправка военных наблюдателей в Абхазию и Грузию во время войны                                     |
| 850       | 9 июля 1993      | 15–0–0                                                   | Выполнение Римских общих мирных соглашений и формирование новых вооружённых сил в Мозамбике                                                |
| 851       | 15 июля 1993     | 15–0–0                                                   | Продлевает мандат Контрольной миссии ООН в Анголе II, мирный процесс                                                                       |
| 852       | 28 июля 1993     | 15–0–0                                                   | Продлён мандат Временных сил ООН в Ливане                                                                                                  |
| 853       | 29 июля 1993     | 15–0–0                                                   | Захват Агдамского района и других недавно оккупированных территорий Азербайджана в ходе Летних наступлений                                 |
| 854       | 6 августа 1993   | 15–0–0                                                   | Развертывание передовой группы военных наблюдателей ООН во время войны в Абхазии                                                           |
| 855       | 9 августа 1993   | 14–0–1 (воздержался: Китай)                              | Отказ Сербии и Черногории допустить специальные миссии Организации по безопасности и сотрудничеству в Европе в Косово, Санджак и Воеводину |
| 856       | 10 августа 1993  | 15–0–0                                                   | Предлагаемое учреждение Миссии наблюдателей ООН в Либерии, направляет военных наблюдателей во время гражданской войны                      |
| 857       | 20 августа 1993  | 15–0–0                                                   | Назначения судей Международного трибунала по бывшей Югославии                                                                              |
| 858       | 24 августа 1993  | 15–0–0                                                   | Учреждает Миссию ООН по наблюдению в Грузии                                                                                                |
| 859       | 24 августа 1993  | 15–0–0                                                   | Всеобъемлющее политическое урегулирование войны в Боснии и Герцеговине                                                                     |
| 860       | 27 августа 1993  | 15–0–0                                                   | Вывод Временного органа ООН в Камбодже |
| 861       | 27 августа 1993  | 15–0–0                                                   | Приостановление санкций против Гаити |
| 862       | 31 августа 1993  | 15–0–0                                                   | Предлагаемая Миссия ООН в Гаити и направление передовой группы на Гаити                                                                    |
| 863       | 13 сентября 1993 | 15–0–0                                                   | Осуществление положений Римских общих мирных соглашений для Мозамбика                                                                      |
| 864       | 15 сентября 1993 | 15–0–0                                                   | Продлевает мандат Контрольной миссии ООН в Анголе II, нефтяное эмбарго против УНИТА                                                        |
| 865       | 22 сентября 1993 | 15–0–0                                                   | Процесс национального примирения и политического урегулирования в Сомали                                                                   |
| 866       | 22 сентября 1993 | 15–0–0                                                   | Создаёт Миссию наблюдателей ООН в Либерии, выполнение мирных соглашений                                                                    |
| 867       | 23 сентября 1993 | 15–0–0                                                   | Учреждает Миссию ООН на Гаити |
| 868       | 29 сентября 1993 | 15–0–0                                                   | Устанавливает новые мандаты безопасности для миротворцев ООН                                                                               |
| 869       | 30 сентября 1993 | 15–0–0                                                   | Продлевает мандат Сил ООН по охране |
| 870       | 1 октября 1993   | 15–0–0                                                   | Продлевает мандат Сил ООН по охране |
| 871       | 4 октября 1993   | 15–0–0                                                   | Продлевает мандат Сил ООН по охране, миротворческий план для Хорватии                                                                      |
| 872       | 5 октября 1993   | 15–0–0                                                   | Учреждает Миссию ООН по оказанию помощи Руанде                                                                                             |
| 873       | 13 октября 1993  | 15–0–0                                                   | Отменяет приостановку санкций против Гаити                                                                                                 |
| 874       | 14 октября 1993  | 15–0–0                                                   | Урегулирование Первой карабахской войны |
| 875       | 16 октября 1993  | 15–0–0                                                   | Санкции против Гаити |
| 876       | 19 октября 1993  | 15–0–0                                                   | Нарушение режима прекращения огня в войне в Абхазии, убийство председателя Совета обороны                                                  |
| 877       | 21 октября 1993  | Принята без голосования                                  | Назначает Рамона Эсковар Салома обвинителем Международного трибунала по бывшей Югославии                                                   |
| 878       | 29 октября 1993  | 15–0–0                                                   | Продлевает мандат Миротворческой операции ООН в Сомали                                                                                     |
| 879       | 29 октября 1993  | 15–0–0                                                   | Продлевает мандат Операции ООН в Мозамбике                                                                                                 |
| 880       | 4 ноября 1993    | 15–0–0                                                   | Переходный период в Камбодже после вывода Временного органа ООН в Камбодже                                                                 |
| 881       | 4 ноября 1993    | 15–0–0                                                   | Продлён мандат Миссии ООН по наблюдению в Грузии                                                                                           |
| 882       | 5 ноября 1993    | 15–0–0                                                   | Продлевает Операцию ООН в Мозамбике, осуществление Римских общих мирных соглашений                                                         |
| 883       | 11 ноября 1993   | 11–0–4 (воздержались: Джибути, Китай, Марокко, Пакистан) | Санкции против Ливии за отказ от сотрудничества по резолюциям 731 (1992) и 748 (1992)                                                      |
| 884       | 12 ноября 1993   | 15–0–0                                                   | Конфликт в Нагорном Карабахе и вокруг него                                                                                                 |
| 885       | 16 ноября 1993   | 15–0–0                                                   | Учреждает Комиссию по расследованию нападений на Миротворческую операцию ООН в Сомали                                                      |
| 886       | 18 ноября 1993   | 15–0–0                                                   | Продлевает мандат Миротворческой операции ООН в Сомали, национальное примирение в Сомали                                                   |
| 887       | 29 ноября 1993   | 15–0–0                                                   | Продлевает мандат Сил ООН по наблюдению за разъединением                                                                                   |
| 888       | 30 ноября 1993   | 15–0–0                                                   | Продлевает мандат Миссии наблюдателей ООН в Сальвадоре, выполнение мирных соглашений                                                       |
| 889       | 15 декабря 1993  | 15–0–0                                                   | Продление мандата Вооружённых сил ООН по поддержанию мира на Кипре, реализация «Комплекса идей»                                            |
| 890       | 15 декабря 1993  | 15–0–0                                                   | Продлевает мандат Контрольной миссии ООН в Анголе II, урегулирование гражданской войны в Анголе                                            |
| 891       | 20 декабря 1993  | 15–0–0                                                   | Продлевает мандат Миссии наблюдателей ООН Уганда-Руанда                                                                                    |
| 892       | 22 декабря 1993  | 15–0–0                                                   | Поэтапное развёртывание дополнительных военных наблюдателей в составе Миссии ООН по наблюдению в Грузии                                    |
| 893       | 6 января 1994    | 15–0–0                                                   | Развёртывание Миссии ООН по оказанию помощи Руанде, осуществление Арушских мирных соглашений                                               |
| 894       | 14 января 1994   | 15–0–0                                                   | Участие ООН и международных наблюдателей в парламентских выборах в ЮАР                                                                     |
| 895       | 28 января 1994   | 15–0–0                                                   | Продлён мандат Временных сил ООН в Ливане                                                                                                  |
| 896       | 31 января 1994   | 15–0–0                                                   | Возможное размещение миротворческих сил в Абхазии и Грузии; политическое урегулирование абхазского конфликта                               |
| 897       | 4 февраля 1994   | 15–0–0                                                   | Продолжение Миротворческой операции ООН в Сомали; национальное примирение, политическое урегулирование в Сомали                            |
| 898       | 23 февраля 1994  | 15–0–0                                                   | Создание полицейского компонента Операции ООН в Мозамбике, мирные соглашения                                                               |
| 899       | 4 марта 1994     | 15–0–0                                                   | Компенсация иракским частным лицам, владеющим имуществом на территории Кувейта, после демаракации границы                                  |
| 900       | 4 марта 1994     | 15–0–0                                                   | Восстановление основных общественных служб и нормальной жизни в Сараево и его окрестностях в Боснии и Герцеговине                          |